# Glenea t-notata
Glenea t-notata är en skalbaggsart som beskrevs av Charles Joseph Gahan 1889. Glenea t-notata ingår i släktet Glenea och familjen långhorningar.
Artens utbredningsområde är Laos. Inga underarter finns listade i Catalogue of Life.